# Шлехтендаль, Ойген фон
Ойген фон Шлехтендаль (нем. Eugen von Schlechtendal; 1830—1881) — немецкий орнитолог и юрист.

## Биография
Ойген Шлехтендаль родился 8 июля 1830 года в городе Берлине. Изучал юриспруденцию в Университете Йены, затем в Берлинском университете, после чего поступил на государственную службу в качестве адвоката (сперва в Мерзебурге, а с 1858 года в Трире). 
Шлехтендаль принял деятельное участие в организации покровительства птицам в Германии, основал общество «Deutscher Verein zum Schutze der Vogelwelt» (Галле, с 1876 г.) и состоял до самой своей редактором его печатного органа под названием «Monatsschrift des deutsch. Vereins f. Vogelschutz». 
Кроме этого, О. фон Шлехтендаль написал ряд статей, относящихся к уходу за комнатными птицами.
Ойген фон Шлехтендаль умер 24 мая 1881 года в городе Мерзебурге.